# جاك جلاتزر
جاك جلاتزر (بالإنجليزية: Jack Glatzer) هو قائد فرقة موسيقية ‏ أمريكي، ولد في 9 فبراير 1939.